# Ofaiés
Os Ofaiés são uma sociedade indígena do leste sul-matogrossense, onde hoje se localizam as cidades de Três Lagoas, e Brasilândia. De cinco mil pessoas, foram quase que totalmente dizimados. Hoje, os sessenta Ofaié restantes residem em uma pequena reserva, sem recursos hidrográficos, no município de Brasilândia.

## Cultura e História
Um grupo indígena da família Macro-jê, os Ofaié descendem das civilizações indígenas do Chaco, na Bolívia. Inicialmente um grupo de aproximados cinco mil habitantes, falantes da língua Ofaié, do tronco Macro-jê, foram citados pela primeira vez em 1617, havendo sido encontrados no leste do atual estado de Mato Grosso do Sul, onde hoje se localiza a cidade de Três Lagoas.
Coletores, caçadores e pescadores, eram seminômades nas terras localizadas entre os hoje denominados Rio Paraná, ao leste, a Serra de Maracaju ao oeste, a latitude do Rio Sucuriú, ao norte, e as margens do Rio Verde, ao sul. Justamente por não habitarem um local fixo, costumeiramente viviam divididos em grupos, abrangendo, desta maneira, toda essa extensão territorial ao mesmo tempo, além de estarem em constante movimento quando a caça ou pesca iam mal. Eram inimigos naturais dos ameríndios do oeste do estado de São Paulo, os Kaingang, tendo por vezes sido encontrados pequenos grupos Ofaié também nessa região, aonde iam caçar. Ao norte, para além dos limites de seus territórios, viviam os Kayapó, habitantes do chamado Sertão do Camapuã. Ao sul do Rio Verde e ao oeste da Serra de Maracaju, seus vizinhos eram os indígenas Guarani-Kaiowá.
A partir do século XVIII, passaram a sofrer com as visitas dos bandeirantes paulistas e outras expedições havidas na época do ciclo do ouro no Brasil. Entre 1716 e 1748, os Ofaié foram encontrados, além de nos rios Paraná e Sucuriú, no oeste do Rio Tietê, no Pardo e no Anhanduí, até o Aquidauana. Na década de 1840, Joaquim Francisco Lopes, encarregado pelo Barão de Antonina para dirigir a exploração das vias de comunicação entre as, então, províncias de São Paulo, Paraná e Mato Grosso, registra os Ofaié nas cabeceiras dos rios Negro, Taboco e Aquidauana, afluentes do Rio Paraguai.
De meados do século XIX em diante, os bandeirantes escravizaram e perseguiram os Ofaié. Durante a Guerra do Paraguai, uma vez que a ocupação da área por colonizadores brancos, que já se ensaiava desde as expedições de Joaquim Francisco Lopes e a fundação de Paranaíba por Januário Garcia Leal, teve de esperar por um período, os Ofaié tiveram certa paz. Mas, com o fim dos conflitos na Rio da Prata, além dos bandeirantes, tiveram então de lidar com os primeiros colonizadores (fazendeiros), que atravessaram o Rio Sucuriú ao sul e se estabeleceram na região de Três Lagoas na década de 1880. Enfim, este grupo dos Ofaié afastou-se da região onde se encontram o Rio Sucuriú e o Rio Paraná, refugiando-se mais ao sul, até chegarem definitivamente ao sul do Rio Verde, onde hoje se encontra hoje a cidade de Brasilândia. Lá já estavam instalados de forma fixa no ano de 1901.
Ao oeste, de meados da década de 1880 em diante, proprietários de terra de Miranda moveram-se para a Serra de Maracaju e para os Campos de Vacaria, como era chamado o centro da parte sul da antiga província de Mato Grosso, aproximadamente indo da atual Campo Grande à região de Três Lagoas. Os Ofaié que se encontravam neste local foram forçados a abandonar também estas terras, indo para o sul, às margens do Rio Samambaia. Um grupo menor se abrigou nos pântanos do Rio Taboco, afluente do Rio Aquidauana.
Quanto aos Ofaié instalados na região do atual município de Rio Brilhante, também parte dos Campos de Vacaria, passaram a ser perseguidos a partir de 1886 e se juntaram ao outro agrupamento na área dos rios Samambaia, Três Barras e Quiterói
Aqueles presentes na divisa dos rios Anhanduí e Ivinhema foram, da mesma maneira, expulsos das terras por fazendeiros.
Na década de 1890, muitos Ofaié foram transformados em peões das fazendas de pecuária do atual Mato Grosso do Sul. Em 1903, o General Cândido Rondon contactou pacíficamente um grupo instalado nos campos do Rio Negro que somava aproximadamente dois mil ameríndios. Em 1907, a Comissão Geográfica e Geológica do Estado de São Paulo, em expedição ao Rio dos Peixes, afluente da margem esquerda do Rio Paraná, referiu-se à presença dos Ofaié e outros grupos. Em 1911, o Serviço de Proteção aos Índios registrou a urgência de se "catequizar os Xavante" (nome erroneamente dado aos Ofaié) do Rio Paraná e regularizar possivelmente duas áreas para aldeá-los, uma entre os rios Taquaruçu e Pardo e outra entre os rios Taquarussu e Verde. Em 1912, os Capuchinhos requisitaram ao Congresso Estadual de São Paulo uma área na margem esquerda do Rio Paraná, no vale do Ribeirão das Marrecas, onde pudessem catequizar os Ofaié e os Kaiowá.
Desta forma, quando, em 1909, chegou a ser fundado o acampamento dos engenheiros às margens da Lagoa Maior, onde hoje é Três Lagoas, devido à construção da Estrada de Ferro Noroeste do Brasil, os Ofaié há quase duas décadas já haviam deixado o local.
Com o fechamento dos postos do Serviço de Proteção aos Índios) em Peixinho e Laranjalzinho em 1924, os Ofaié sobreviventes dos rios Samambaia e Ivinhema reaproximaram-se daqueles que viviam no Rio Verde desde 1901. Reagruparam-se, todos, na mesma área que se transformou na Fazenda Boa Esperança. As terras eram de propriedade do estado de Mato Grosso, mas se encontravam arrendadas à Boa Esperança Comércio, Terras e Pecuária S.A (COTERP). Com o vencimento do contrato, as terras foram arrematadas em leilão por Arthur Hoffig, fazendeiro, que deslocou os ameríndios para as margens do Rio Verde, onde os Ofaié não se adaptaram. Retornam à Boa Esperança. Mesmo ali, encontravam-se divididos em grupos.
Das área do Rio Verde, os Ofaié se espalharam. Sofrendo de várias doenças trazidas pelos brancos, alguns cruzaram o Rio Paraná para o estado de São Paulo, outros viraram mão-de-obra barata para os fazendeiros recém-chegados, outros ainda migraram para o oeste sul-matogrossense, para a Serra de Maracaju, e houve, finalmente, os que permaneceram no Rio Verde.
Os Ofaié que cruzaram o Rio Paraná para o estado de São Paulo entraram em conflito com as tribos daquele estado. Os poucos que restaram, eram confundidos por outras tribos. Foi assim que, quando a antropóloga americana Sarah Gudchinsky encontrou um sobrevivente Ofaié no estado de São Paulo e escreveu um estudo sobre a língua Ofaié, chamou o ameríndio que pesquisou de último Ofaié vivo, além de declarar a língua Ofaié uma língua morta.  Outra sobrevivente Ofaié no estado de São Paulo virou sensação nacional ao ser mostrada no programa Fantástico da Rede Globo falando com um gravador pensando que fosse a voz de seus já mortos pais. Foi dito na reportagem que era membro de uma tribo paulista, informação errônea (cf. DUTRA, Carlos Alberto dos Santos. Ofaié, morte e vida de um povo, Campo Grande:Instituto Histórico e Geográfico de Mato Grosso do Sul, 1996, p. 76, nota 6).
Já quanto aos Ofaié que migraram para o oeste sul-matogrossense, na região da Serra de Maracaju, alguns foram mortos por outras tribos do local, que também àquela altura estavam sendo dizimadas por doenças e fome. Outros Ofaié foram escravizados e mortos por fazendeiros e até por funcionários do SPI, que se vendiam aos tais fazendeiros. Desesperados, estes 'Ofaié retornaram à região do atual município de Brasilândia.
A situação dos índios que ficaram na região do Rio Verde, onde hoje se localiza Brasilândia, não era muito melhor, no entanto. Eram mortos e escravizados por fazendeiros, além de sofrerem com a fome e doenças dos brancos. A situação piorou ainda mais com a chegada da família Hoffig, cujo patriarca comprou uma fazenda que englobava toda a região do Rio Verde e dizimou os Ofaié ou os expulsou de suas terras. Também fez questão de destruir com tratores os cemitérios Ofaié. Pouco ao sul do Rio Verde, Arthur Hoffig criou a cidade de Brasilândia.
Expulsos de Brasilândia em 1978, com a conivência da FUNAI, aldearam-se na região de Bodoquena, no estado de Mato Grosso do Sul, retornando a Brasilândia em 1986. Acampados nas margens do Rio Verde, conseguiram, com a interveniência do CIMI e da FUNAI uma área de terra cedida pelo italiano Luigi Cantone, proprietário do grupo Cisalpina que ceitou lhes dar uma terra às margens do Rio Paraná, temporariamente. Lá, sofreram de tuberculose e outras doenças, além de fome, pois o rio naquele local sofria com a poluição das propriedades vizinhas. Com a construção de mais uma hidrelétrica no Rio Paraná, os Ofaié criaram o movimento “Ofaié: Nós ainda estamos vivos”, em que pediam a mudança de sua situação. Marcharam em Campo Grande e apareceram em rede de televisão. O INCRA, a FUNAI e o Governo do Estado sob pressão de Agências Internacionais de Apoio, finalmente foram forçado a reconhecer a existência dos Ofaié, o que até então ainda lhes era negado. (cf. DUTRA, 1996).

## Hoje
Hoje, os Ofaié vivem na minúscula reserva em Brasilândia que lhes foi adquirida pela Companhia Energética de São Paulo - CESP e doada à FUNAI, onde não podem pescar, ou caçar. De cinco mil pessoas, foram reduzidos a sessenta indivíduos, muitos dos quais são ameríndios de outras nações ou nem falam mais a língua ofaié.
Com a ajuda do pesquisador e advogado Carlos Alberto Santos Dutra, os Ofaié no momento lutam para conseguir de volta para eles a terra que lhes foi tomada por Arthur Hoffig.